# Liwundi
Liwundi ist ein Verwaltungsbezirk (Ward) des Distrikts Nyasa in der tansanischen Region Ruvuma.

## Geografie
Liwundi liegt im Südwesten von Tansania am Malawisee. Das Land steigt vom Ufer des Sees in rund 500 Meter Seehöhe nach Osten auf über 1600 Meter an.
Das Klima in Liwundi ist ein feuchtes, tropisches Savannenklima, Aw nach der effektiven Klimaklassifikation.
Der Bezirk grenzt im Norden an Ngumbo, im Osten an Ukata, Kitura und Langiro, die alle im Distrikt Mbinga liegen. Im Süden grenzt Liwundi an Kihagara und im Westen an den Malawisee. Bei der Volkszählung 2022 lebten 5792 Menschen in 1420 Haushalten auf einer Fläche von 96 Quadratkilometern.

## Gliederung
Der Bezirk besteht aus vier Gemeinden (Mtaa) mit 14 Orten (Kitongoji):
| Liwundi - Nindai - Mitamila - Chilanga | Mkili - Tughi A - Tughi B - Chikunja - Nkunda - Makata | Ndonga - Barabara - Landulila - Ndonga | Yola - Zomba - Ndandagala - Lupatipati |

## Infrastruktur
- Gesundheit: In der Gemeinde Mkili liegt ein staatliches Gesundheitszentrum, das auch kleine chirurgische Eingriffe vornimmt.[8]